# Rugilus rufipes
Rugilus rufipes är en skalbaggsart som beskrevs av Ernst Friedrich Germar 1836. Rugilus rufipes ingår i släktet Rugilus, och familjen kortvingar. Arten är reproducerande i Sverige.